# Gazoline (magazine)
Pour les articles homonymes, voir Gazoline.
 (juillet 2017).
Si vous disposez d'ouvrages ou d'articles de référence ou si vous connaissez des sites web de qualité traitant du thème abordé ici, merci de compléter l'article en donnant les références utiles à sa vérifiabilité et en les liant à la section « Notes et références ».
Gazoline est un magazine français mensuel destiné aux amateurs de voitures anciennes. Il est publié depuis 2020 par les Éditions Larivière. Il a été créé en mars 1995 et a une diffusion moyenne mensuelle de plus de 100 000 exemplaires en 2010[réf. nécessaire].

## Reprise
À la suite de la liquidation du groupe de presse Hommell intervenue le 4 décembre 2020, Gazoline ainsi que Echappement sont repris par le groupe Larivière. Dans le domaine auto et moto, l’éditeur possédait déjà les titres 4×4 Magazine, Moto Journal et Moto Revue,.